# Nitenpyrame
Le nitenpyrame est un insecticide de la classe des néonicotinoïdes utilisé en agriculture et en médecine vétérinaire pour tuer les parasites externes du bétail et des animaux de compagnie. Il s'agit d'une neurotoxine qui bloque la transmission de l'information neuronale dans le système nerveux central des insectes, conduisant rapidement à leur mort. Il a été découvert à la fin du siècle dernier par des chercheurs japonais qui étudiaient le moyen de contrôler les ravages de Chilo suppressalis, une mite s'attaquant aux plantations de riz de l'Inde au Japon en passant par la Malaisie, la Chine et Taïwan. Le développement de pharmacorésistances à cette molécule a été étudié.
On utilise le nitenpyrame par voie orale pour traiter les chiens et les chats contre les puces, qu'il commence à tuer 30 minutes après ingestion. Toutes les puces adultes sont tuées au bout de 4 heures. Les effets du nitenpyrame durent environ 24  à   48 heures. On observe excitation et essoufflement chez les chats dans les deux heures suivant l'administration de la molécule. Chez les animaux très infestés, il peut provoquer des démangeaisons sévères lors de l'élimination des puces.
Cette molécule n'a aucun effet sur les œufs des insectes et n'agit pas à long terme. Elle n'est par conséquent pas efficace dans la prévention contre les puces. On associe pour cela un traitement curatif au nitenpyrame à un traitement préventif au fipronil ou au lufénuron afin de prévenir une nouvelle infestation.

## Interdiction en France
La loi du 8 août 2016 pour la reconquête de la biodiversité laissait envisager une interdiction de cette molécule au 1er septembre 2018. Toutefois, seuls 5 néonicotinoïdes sont interdits au 1er septembre 2018 : Acétamipride, Clothianidine, Imidaclopride, Thiaclopride et Thiaméthoxame.